# Conus coffeae
Conus coffeae е вид охлюв от семейство Conidae. Видът не е застрашен от изчезване.

## Разпространение и местообитание
Разпространен е в Австралия (Куинсланд и Северна територия), Американска Самоа, Бруней, Вануату, Виетнам, Гуам, Източен Тимор, Индонезия, Камбоджа, Китай (Гуандун, Гуанси, Джъдзян, Дзянсу, Фудзиен и Хайнан), Малайзия, Маршалови острови, Микронезия, Науру, Ниуе, Нова Каледония, Острови Кук, Палау, Папуа Нова Гвинея, Провинции в КНР, Самоа, Северна Корея, Северни Мариански острови, Сингапур, Соломонови острови, Тайван, Тайланд, Токелау, Тонга, Тувалу, Уолис и Футуна, Фиджи, Филипини, Френска Полинезия (Австралски острови, Дружествени острови и Туамоту), Южна Корея и Япония (Кюшу и Шикоку).
Обитава пясъчните дъна на морета и рифове.